# Xanthosoma mafaffoides
Xanthosoma mafaffoides är en kallaväxtart som beskrevs av George Sydney Bunting. Xanthosoma mafaffoides ingår i släktet Xanthosoma och familjen kallaväxter. Inga underarter finns listade.